# 埃塞俄比亞廣播公司
埃塞俄比亞廣播公司是埃塞俄比亚的国家公共广播公司，於1964年成立。本公司擁有3個電視頻道和3個廣播頻道。

## 外部連結
- 官方網站（阿姆哈拉文）